# 北方十字軍
北方十字軍（ほっぽうじゅうじぐん）あるいはバルト十字軍は、カトリック教徒の王国であるデンマーク、スウェーデン、ポーランド、そしてリヴォニア帯剣騎士団、ドイツ騎士団によって開始された十字軍のことで、北ヨーロッパおよびバルト海沿岸南東の異教徒に対して行われたカトリック教会諸国の同盟による遠征である。
スウェーデンとドイツによるフィンランド南部、ラップランド、カレリアとルーシ（ノヴゴロド共和国）の正教会地域に対する遠征もまた「北方十字軍」の一部と考えられている。

## 背景
教皇クレメンス3世の1193年に発せられた呼びかけが北方十字軍の公式の発端となったが、それ以前からすでにスカンディナヴィアのキリスト教国と神聖ローマ帝国は隣接する異教徒の諸国の征服に取りかかっていた。

バルト海沿岸の諸部族の分布、1200年ごろ

### 遠征の対象
遠征の対象となった非キリスト教の人々は、様々な時代のものを含めると以下の通りである。 
- リューゲン島・ポンメルン・メクレンブルクのヴェンド人およびリューゲン人（1147年にデンマーク、後にザクセン公国、ポーランド王国によって征服）
- 現在のフィンランド人
  - 1154年に（議論もある）フィンランド南西部（Finland Proper）がスウェーデンによってキリスト教化（西方教会）された（1155年または1157年とも）。1249年頃にハメ、1293年にカレリアがスウェーデンの傘下に入った。後者の地域の人々は東方教会のノヴゴロド公国が奉じる正教会の傘下に入っていたが、カトリック教会を奉じるスウェーデンからの干渉と弾圧を受けた。3分の2の正教徒が東方に亡命したが、3分の1はなおカレリアにとどまり、抑圧にもかかわらず正教の信仰を守る者も居た。現在のフィンランドは、カレリアを除いて構成されているが、フィンランド人の80.6%はプロテスタント（フィンランド福音ルター派教会）である（正教会は、福音ルター派教会と共にフィンランドの国教に定められているが、僅かに1.1％）。フィンランドは14世紀にスウェーデンと共に「スウェーデン＝フィンランド」を形成し、カトリック化したが、16世紀の宗教改革によってそのままプロテスタント化する事となり、北欧諸国の一員となると共に、西欧諸国にも含まれる事となった。なお、カレリアは、フィン人にとって重要な歴史的地域であり、双方の文化の影響を受けたにもかかわらず、双方の中央からの末端であったため、その多くが維持されており、カレワラの詩歌は多くがカレリアとイングリアに起源を発している。先住民のフィン人は、北欧ペイガニズムの影響を受けているため、一般的にフィンランド人の視点からすれば世俗的である。

- エストニアとラトビア、リヴォニア（ドイツ人とデーン人によって1193年から1227年にかけて征服された）
- リトアニア（13世紀はじめから1316年にかけてドイツ人がキリスト教化しようとしたが失敗した）
- クロニア人（Curonians）とセミガリア人（Semigallians）
- 古プロイセン人
- ポラーブ人（Polabians）と オボートリート族(Abotrites エルベ川とオーデル川の間の民族）

### 武力衝突
バルト人とバルト海沿岸まで移住していたスラヴ人との間の武力衝突は、十字軍以前から何世紀ものあいだ常態化しており、南のサクソン人と西のデーン人にも波及していた。十字軍以前の戦いは、主に陸上貿易と海上貿易のルートを統制しようという意図によって引き起こされ、バルト地域への経済的優位を確立するための戦いだった。そして、十字軍も基本的にこの衝突のパターンを継承した。軍事作戦は、教皇の呼びかけにより動機を正当化された騎士団と武装僧によって開始された。最初の遠征は聖地に対する第2回十字軍と並行して1100年半ばに着手され、16世紀まで不定期に継続された。

## リヴォニア、ラトビアおよびエストニアの従属

### 歴史
12世紀までに、現在はエストニア、ラトビア、リトアニアとして知られている土地に住んでいた非キリスト教徒の人々は、興隆するキリスト教国（カトリックの西欧諸国と、正教会のロシア諸公国）の間に「異教のくさび」を形成していた。その後150年以上の間、この地域へのドイツ人十字軍の到来に始まって、エストニアはロシアの諸公国から、またデンマークとスウェーデン王国から13回もの攻撃を受けた。エストニア人の一部はデンマークとスウェーデンに対して反撃を加えた。
アダルベルト（ブレーメン大司教、1054年から1072年）の派遣によって、エストニア人をキリスト教徒に改宗させようとする西方教会の試みもあった。しかし、これら平和的努力は限られた成功しか収められなかったようである。ドイツ人商人が勃興し、1180年にはマインハルトと名乗る僧が今のラトビアにあたるダウガヴァ川の河口に上陸し、1186年には司教に叙階された。
1193年、教皇はバルト海沿岸の異教徒に対する十字軍を布告し、1198年にマインハルトの後継者ベルホルトに率いられた十字軍の使節団がリヴォニア（現在のラトビアのリガ湾に囲まれたところ）に上陸した。十字軍は初戦に勝利したが、ベルホルト司教は瀕死の重傷を負い、十字軍は撃退された。
1199年に、アルベルト・フォン・ブクスヘーフェンデンはブレーメン大司教によってバルト諸国のキリスト教化を行うよう任命され、派遣された。現在のエストニアとラトビア北部の征服と公式のキリスト教化が完了し、アルベルトは教皇の回勅を携えて神聖ローマ帝国内で十字軍兵士を募った。1200年に、ダウガヴァ川の河口にわずか23隻の舟と500人の兵士とともに上陸したが、続けてドイツから多くの兵士が送り込まれた。
初期の十字軍は通常、春の間に戦うために到来し、秋には本国へと帰っていた。そこで、恒常的に軍を駐留させるため、リヴォニア帯剣騎士団が1202年に設立された。また1201年のアルベルト司教によるリガの市場の開設は帝国から多くの市民をひきつけ、経済的繁栄を実現した。アルベルトの希望により、教皇インノケンティウス3世は、陸軍の徴募を進めるためにバルト海諸国に聖母マリアの名を捧げ、テッラ・マリアナ（マリアランド、聖母の国、Terra Mariana）と名づけた。

### リヴォニア人
リヴォニア人は東方のポロツク公国（現ベラルーシ）などのスラヴ人君主国に貢物を送っていた。初め、彼らはドイツ人を便利な同盟者として考えていたが、ゲルマンのくびきが苛酷だったため同盟を外れ、準王カウポのもとで十字軍に対抗して決起した。リューリク朝の指導者ヴャチコも1206年に囚われの身となり、十字軍の対象はラトビアに転じた。1208年までにバルト地域における十字軍はエストニアに対して作戦を始めるほどの十分な強さを有していた一方、エストニア人は8つの大きな郡と幾つかの小さな郡に分断されていた。エストニア諸郡は、共同作戦を行うほどの大きな結束力には欠けていた。    
1208年から1227年の間に、異なる方面からの幾つもの軍団が、リヴォニア、ラトガリアとエストニアの諸郡を暴れ回った。リヴォニア人とラトガリア人は普通十字軍と同盟を組み、エストニア人はその時々で十字軍側と東方のスラヴ人領主側との双方と同盟した。   
エストニアの重要拠点である岡の砦は、双方によって幾度となく包囲され占領された。1213年から1215年の3年間の休戦期間は十字軍にとって一層望ましいものであった。エストニア人が緩やかな同盟のシステムを統一国家へと発展させることができなかった間に、十字軍はエストニアでの政治的地位を強めた。1217年9月21日にリヴォニアの指導者・準王カウポはViljandi近くの戦いで殺されたが、エストニアもまた指導者レムビツ（Lembitu）が殺され、壊滅的な敗北を喫した。

### スウェーデンとデンマークの活動
デンマークとスウェーデンの両キリスト教王国もまた、バルト海東岸の征服を試みた。スウェーデンは1220年に、西エストニアに対して一度だけ侵略したが、失敗に終わった。デンマーク王ヴァルデマー2世は1219年に現在のタリンの近くに上陸し、砦を築いた。この砦は1220年と1223年にエストニア人によって包囲されたが持ちこたえた。北エストニア全体がデンマークの手中に収まった。
こうした侵略者に対し最後まで粘ったエストニアの郡は島嶼部郡のサーレマー島で、彼らの艦隊は、ドイツの十字軍との戦いの間にもデンマークとスウェーデンを襲撃したほどであった。1227年1月、サーレマー艦隊が凍った海に閉じ込められている間に、教皇使節のヴィルヘルム・フォン・モデナ（Wilhelm von Modena）指揮下の20,000人の屈強な陸軍が凍結した海を横断し、サーレマーを滅ぼした。エストニアの征服の後に、十字軍はダウガヴァ川の南と西に住んでいたラトビア民族、クロニアとセミガリアの地に侵攻した。
スウェーデンは、フィンランド南部を併合し、1240年には、ノヴゴロド公国にまで侵攻する。しかし同年にノヴゴロド公アレクサンドル・ネフスキーによって敗れ、以後はスウェーデンの十字軍活動は収縮して行った。スウェーデン、ノヴゴロドは、現ロシア領のヴィボルグを境に1300年頃まで抗戦を続けていたが、スウェーデンは、その頃までに十字軍活動を中止した。その後、1323年に両国で「シュルッセルブルクの和議」が成立し、スウェーデンの十字軍は終了した。しかし両国の軍事的衝突は、十字軍が終了しても尚、15世紀半ばまで断続的に継続し、ノヴゴロド公国がモスクワ大公国に吸収され終えるまで継続した。

## ドイツ騎士団
北方十字軍は、12世紀終わりにパレスチナで設立されたドイツ騎士団のドイツ人騎士たちに、成長と拡大のための理論的根拠を提供した。
ドイツ騎士団は、教皇グレゴリウス9世による推薦を受けた。正教会を信奉するロシア（特にプスコフ公国とノヴゴロド公国）に対する征服の試みもまた北方十字軍の一部と考えられている。ロシア征服の試みはロシア人による反撃を受け、1242年の氷上の戦いで北東ルーシのアレクサンドル・ネフスキーの軍に敗れた。教皇の祝福を受け、スウェーデンもまた数次にわたり正教のノヴゴロド公国に対する十字軍（スウェーデン・ノヴゴロド戦争）を開始した。

### プロイセン、リトアニア
リヴォニア帯剣騎士団が1236年のザウレの戦いにて敗れた時、同時にエストニアでも反乱が続発し、リヴォニア騎士団はドイツ騎士団によって吸収合併され、ドイツ騎士団はバルト海地域を支配した。ドイツ騎士団は最終的にリトアニアの征服を終わらせるため、リトアニアの王と后は1253年にキリスト教に改宗(洗礼)した。1385年リトアニアは正式にキリスト教に改宗した。

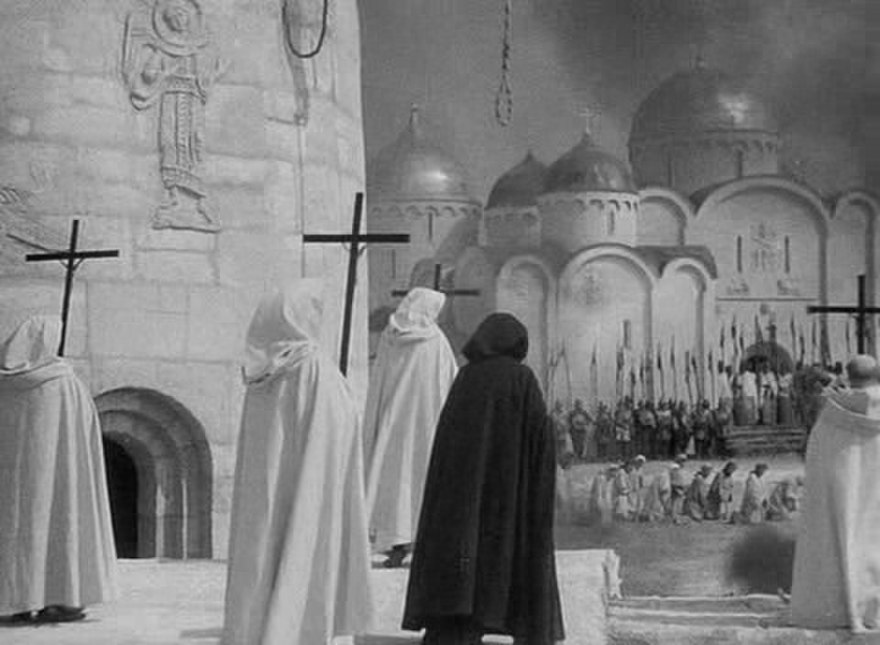
1240年、ロシアのプスコフを征服したドイツ騎士団。翌年アレクサンドル・ネフスキーにより回復された。セルゲイ・エイゼンシュテインの映画『アレクサンドル・ネフスキー』より

1226年、ポーランドのマゾフシェ公コンラート1世は、異教徒プルーセン人に対する征討と教化に手を焼いて、クルムラントの領有権と引き換えに当時ハンガリーにいたドイツ騎士団を招聘した。騎士団はプロイセンを征服すると、リトアニア大公国と戦った。教皇の名の下、騎士団は教皇としてプロイセンを統治した。
ポーランド・リトアニア連合はドイツ騎士団との1410年グルンヴァルトの戦いでタタール人やチェコ人の援護を受け騎士団を破った。ポーランド王国は十三年戦争でドイツ騎士団と戦い、プロイセンはプロイセン連合（または「闘争連合」「ゲバルト連合」とも呼ばれる）をポーランド・リトアニア連合と結成、ドイツ騎士団と対立し西半部が王領プロイセンとなった。
騎士団は、15世紀にスラブ人の反撃を受けるまで大規模なドイツ人植民地を経営した。